# Французский язык во Фландрии
Французский язык во Фландрии (фр. La langue françaisе en Flandres) долгое время имел важное историческое, политическое, экономическое и культурное значение, несмотря на то что отношение к нему со стороны автохтонного фламандского большинства было и остаётся неоднозначным.

## История

### Средние века
В ходе германских нашествий V—IX веков языковая граница между германским и романским ареалами в северо-западной части Европы сдвинулась в юго-западном направлении. Города Кале и Дюнкерк в этот период были полностью германоязычными. Лилль оставался преимущественно романским, а в районе Суаньского леса сложилась широкая зона двуязычных контактов, к северу и востоку от которой, впрочем, имелись небольшие, постепенно исчезающие романские языковые острова (Трир, Гент, Лёвен, Тинен и др.). Романская речь всей северной Галлии в этот период испытала на себе мощное влияние германской (франкской) речи.
Но ситуация в корне изменилась к XV веку. Единая, централизованная Франция стала вести себя более агрессивно по отношению к экономически более прогрессивным, но политически более разрозненным германскими княжествами северо-запада Европы. Резко вырос престиж французского языка и французской культуры за рубежом. Ордонанс Вилле-Котре от 1539 года сделал французский язык Парижа первым официальным, и, что немаловажно, живым языком Европы, имеющим мощную государственную поддержку, пусть и в ущерб провинциальным языкам и диалектам.
В германоязычной (с VI века) Фландрии интенсивное распространение французского языка началось в XIII—XIV веках. Во Фландрии, фламандское население которой говорило на множестве разговорных германских диалектов, французский стал не только лингва франка, но и языком местной элиты. При этом область, известная ныне как Французская Фландрия с центром в г. Дюнкерк, подверглась почти полной галлизации в XVI—XX веках, будучи аннексированной собственно Францией.

### Новое время
В рамках унитарной Бельгии, то есть в 1830—1878 годах, французский язык был единственным официальным языком на всей территории страны, несмотря на то что романоязычные валлоны составляли лишь 42,6 % населения (и эта доля постепенно сокращалась вследствие их более низкой рождаемости на протяжении всего периода существования Бельгии). На юге страны — в романоязычной Валлонии и в столице — городе Брюссель, французский язык со временем стал преобладающим родным языком населения именно в период между 1830—1880 гг.
Преобладающие на севере страны фламандцы также долгое время были вынуждены изучать французский язык, хотя многие делали это вполне добровольно — в целях продвижения по карьерной лестнице, так как именно французский был языком международного бизнеса и дипломатии, а галломания оставалась модной среди фламандской элиты до середины XX века.
Однако после 1880 г. широкие массы фламандского населения начинают активно продвигать нидерландский язык во всех сферах жизни Фландрии, в первую очередь за счёт законодательного ограничения употребления французского. Рост антифранцузских настроений был вызван довольно высокомерным отношением франкоязычной элиты к повседневным нуждам преимущественно фламандского населения, имеющего иной менталитет в отношении труда, сельского хозяйства и образа жизни. Отдельные случаи, например расстрел невиновных фламандцев, плохо говоривших по-французски в суде, только накаляли обстановку.
Особенно активно антиваллонское и, шире, антифранцузское, движение развернулось в период немецкой оккупации Бельгии во Второй мировой войне. Немцы были благожелательно настроены по отношению к национально-языковым чаяниям близкородственного им фламандского народа и стремились таким образом разрушить традиционное господство франкофонов в бельгийском обществе.
Бельгийская языковая граница между Фландрией и Валлонией, установленная в 1963 году положила конец периоду официального двуязычия во Фландрии. Французский стал иностранным языком для большинства фламандцев. Исключение составляет небольшое количество коммун Фландрии, имеющих языковые льготы для франкоязычного меньшинства (Вурен, Ронсе, Линкебек и др.).

## Современное положение
В настоящее время, несмотря на то что французский язык является одним из трёх федеральных языков королевства Бельгия, наряду с нидерландским и немецким, ситуация с его использованием на территории Фламандского региона характеризуется крайней противоречивостью.
С одной стороны, в 1962—1963 годах, после фиксации бельгийской языковой границы и утверждения принципа языковой территориальности и гомогенности, французский язык во Фландрии юридически утратил официальный статус, и Фландрия стала официально одноязычной. Однако, 15 коммун (24 до их реорганизации в 1970-е) этого федерального субъекта Бельгии продолжают предоставлять проживающим в них франкофонам определённые языковые льготы. В значительном количестве франкофоны проживают и в коммунах, где французскому не только не предоставлен никакой статус, но и ведётся преследование любого его использования в официальной сфере. Особенно показательна современная языковая ситуация в коммунах Брюссельской периферии. В шести из них, получивших языковые льготы в 1963 году, французский язык считали родным около 30 % населения. Ныне доля франкофонов оценивается в пределах от 68 % (Синт-Генезиус-Роде) до 86 % (Линкебек).
В то же время французский язык в целом продолжает оставаться основным иностранным (а часто даже вторым) языком этнических фламандцев, хотя по уровню владения к нему практически вплотную подошёл английский язык. Несмотря на то что французский язык в современной Фландрии подавляется административными мерами, в том числе и в так называемых льготных коммунах, население Фландрии остаётся из немногих регионов Европы, где французским языком хорошо владеют от 60 до 80 % населения, изучающие его в школе как предмет.
Также, несмотря на исключение вопроса о языке и национальности из переписей населения Бельгии по инициативе фламандских националистов после 1963 года, можно утверждать, что во Фландрии сохраняется франкоязычное меньшинство, обычно оцениваемое в 5 % населения региона. Наиболее остро проблема признания франкоязычного меньшинства стоит в коммунах Фламандского Брабанта, где, по оценкам на 2008—2009 годы, проживает не менее 150 тыс. франкофонов, которые составляют от 15 до 20 % населения провинции, в том числе подавляющее большинство в некоторых пригородных коммунах и поселениях. Во Фландрии продолжает свою деятельность Ассоциация по сохранению и продвижению французского языка во Фландрии (Association pour la promotion de la francophonie en Flandre). В двуязычном округе Брюссель-Халле-Вилворде действует политическая партия Союз Франкофонов Фландрии, контролирующая администрацию в 6 периферийных коммунах с языковыми льготами и имеющая представительство в парламенте Фландрии.
Кроме того, в крупных городах Фландрии (Антверпене, Генте и др.) сохраняются старые аристократические семьи (франскильоны), в которых французский остаётся языком внутрисемейного общения, своеобразным маркёром их высокого социального статуса и древних традиций, хотя все они в настоящее время также хорошо владеют и нидерландским языком в силу политического давления.

### Современные методы оценки распространения французского языка во Фландрии
В условиях отсутствия переписей, пресса и франкоязычные, а также фламандские общественные организации прибегают к другим методам измерения присутствия французского языка во Фландрии. К ним относятся: данные о родном языке рожениц, собираемые в родильных домах Фландрии ежегодно с 2000 года; данные о количестве налоговых деклараций, поданных на французском языке в коммунах имеющих языковые льготы; количество голосов, полученных франкоязычными партиями в двуязычном избирательном регионе, а также различного рода опросы, экспертные оценки и просто экстраполяционные прогнозы.
Так, по данным родильных домов Фландрии, у 78,8 % новорожденных (69 692 чел) во Фландрии в 2009 году матери были нидерландоязычными. Франкофонки составляли вторую по численности группу рожениц 4,2 % (2997 чел), за ними следовали арабоязычные 3,7 %, турчанки 3,0 % и прочие
В разрезе провинций эти цифры выглядели иначе:
- Фламандский Брабант: франкофонки составляли 16,8 % рожениц; в том числе 25,6 % в округе Брюссель-Халле-Вилворде и 4,3 % в Лёвенском округе.
- Западная Фландрия: 2,5 %
- Восточная Фландрия: 2,4 %

### Отношение
Отношение фламандцев к французскому языку становится всё более нетерпимым. Особенно это касается фламандских старожилов постепенно галлизирующейся Брюссельской периферии. Во франкоязычной прессе часто можно увидеть истории, в которых франкофоны подвергаются физическому насилию за то, что говорят по-французски за пределами Брюсселя
.

### Международная реакция
В 2006—2007 годах некоторые члены Европейской комиссии по делам национальных меньшинств сделали правительству Фландрии предложение признать наличие в стране франкоязычного меньшинства, находящегося в ней как минимум с XIII века. Но современные фламандские власти в целом не считают франкофонов автохтонным населением Фландрии и приравнивают их к другим недавно прибывшим иммигрантским/экспатриантским группам (арабам, туркам, англичанам и проч.)